# 苏必利尔 (怀俄明州)
苏必利尔（英語：Superior），是美国怀俄明州甘霖县（Sweetwater）下属的一座城市。该市的人口在2000年为244人，2010年有336，2011年则估计有339人。